# Josefa Amar y Borbón
Josefa Amar y Borbón (Zaragoza, 4 de febrero de 1749-21 de febrero de 1833) fue una pedagoga y escritora española de la Ilustración. Ingresó en 1782 en la Real Sociedad Económica Aragonesa de Amigos del País, en la que fue la primera mujer, y en 1787 en la Junta de Damas de Honor y Mérito de Madrid. Entre muchas actividades, fue ensayista y centró su producción en defender la capacidad de las mujeres en actividades intelectuales, políticas y de gestión, lo que generó controversia en su época.

## Antecedentes familiares
Según la partida de bautismo de la iglesia de San Miguel de los Navarros, sus padres fueron José Amar y Arguedas, médico de cámara de Fernando VI, e Ignacia de Borbón y Vallejo, casados en la capital aragonesa en diciembre de 1740.
Quinto vástago de la pareja, fue la primera hija. Tuvo seis hermanos y cinco hermanas. Los varones se dedicaron a la milicia, excepto Francisco, el menor, que fue sacerdote en Zaragoza, beneficiado y, posteriormente, canónigo de la parroquia de San Miguel. Falleció en 1826. Su hermano mayor, Antonio José Amar y Borbón, llegó a ser virrey, capitán general y presidente de la Audiencia de Nueva Granada en 1802. La tradición profesional e intelectual familiar, sin embargo y por ambas ramas, había sido hasta entonces la medicina.
Su bisabuelo materno, el zaragozano Felipe Borbón, autor de Medicina doméstica, publicada en 1686 fue un afamado facultativo y profesor universitario.
Miguel Borbón y Berné, su abuelo, nacido en Zaragoza en 1691 y cirujano en el Hospital de Nuestra Señora de Gracia, catedrático y médico de Fernando VI, fue nombrado vicepresidente del Real Tribunal del Protomedicato de Castilla en 1746 y perteneció también al protomedicato de Cataluña. Afianzada su posición, no dudó en ejercer su influencia para favorecer a su yerno, el padre de Josefa, quien figura ya en 1749 como médico de Cámara de Su Majestad.
Su padre, nacido en Borja el 28 de abril de 1715, obtuvo el grado de doctor en medicina por la Universidad de Zaragoza a los 24 años. Fue admitido en el Colegio de San Cosme y San Damián y desempeñó la cátedra de Anatomía desde 1743. También fue catedrático de Aforismos hasta 1754. Ese mismo año, tras la llamada de su suegro, viajó a Madrid para prestar sus servicios como médico real para Fernando VI, alcanzando la vicepresidencia de la Real Academia Médica Matritense. Carlos III le confirmó en su puesto. También es conocido que contó con el apoyo de Andrés Piquer.

## Biografía
Nacida en Zaragoza en 1749, su familia se trasladó muy pronto a Madrid. Recibió una sólida formación humanística, llegando a dominar el latín, el griego y varias lenguas modernas que le servirían para su labor de traductora. Se casó a los 23 años con Joaquín Fuertes Piquer, de 47 años de edad, natural de Valbona (Teruel), sobrino del médico aragonés Andrés Piquer, colegial de San Ildefonso de Alcalá de Henares, abogado ejerciente en Madrid y bien relacionado con el conde de Aranda, a la sazón presidente del Consejo de Castilla. Poco después de celebrado el matrimonio, en 1772, obtuvo una plaza como alcalde del crimen en la Audiencia de Aragón. Fue miembro activo de la Real Sociedad Económica Aragonesa de Amigos del País desde su fundación en 1776, donde llegó a ocupar el cargo de director segundo. En 1787, tras un severo ataque de apoplejía sufrido el año anterior, solicitó la jubilación de su puesto en el tribunal. Falleció el 3 de septiembre de 1798 a los 72 años. Fueron padres de Felipe, nacido en 1775. En 1802, al tiempo que su tío Antonio era nombrado virrey de Nueva Granada, obtuvo el cargo de oidor en la Real Audiencia de Quito. Los movimientos secesionistas que se produjeron en las colonias americanas tras la invasión napoleónica de la península en 1808 tuvieron su reflejo en Nueva Granada. El oidor Felipe Fuertes Amar, en su intento de reprimir el movimiento independentista, encontró la muerte en 1810, a los 35 años, al enfrentarse contra la oligarquía quiteña que estaba destinada a hacerse cargo del poder.
Tras casarse, volvió a Zaragoza donde desarrollaría su trabajo intelectual. Ingresó en 1782 en la Real Sociedad Económica Aragonesa, asociación en la que fue la primera mujer, y en 1787 en la Junta de Damas de Madrid. Permaneció activa hasta la muerte de su esposo en 1798, tras la cual dejó de ser un personaje público. Su actividad pública fue muy intensa desde que ingresó en las Sociedades colaborando tanto en proyectos de formación, asistenciales y de caridad como en actividades intelectuales, políticas y de gestión. La controversia sobre la capacidad de las mujeres en estos últimos temas es en la que centró su producción ensayística. Murió olvidada por todos en 1833.

## Análisis de su obra
Indudablemente, el ambiente familiar en que se educó pudo tener una influencia significativa en el desarrollo posterior de sus aptitudes intelectuales. Pero no menos puede afimarse de la labor que desempeñaron sus dos preceptores: Rafael Casalbón y Antonio Berdejo. Casalbón, eminente helenista, fue bibliotecario real tras el fallecimiento de Juan de Iriarte en 1772. Berdejo, presbítero, fue miembro de la Sociedad Económica Aragonesa y también un experto en lenguas clásicas. Ninguno de estos dos maestros desdeñaron la enseñanza de los idiomas modernos, razón por la cual su alumna llegó a dominar, además del latín y el griego, el francés, el italiano y el inglés.
Una de sus ocupaciones fue la traducción de obras extranjeras, mayoritariamente científicas. Entre 1782 y 1784 tradujo anotados los seis tomos del Ensayo histórico-apologético de la literatura española contra las opiniones preocupadas de algunos escritores modernos italianos del abate Francisco Javier Lampillas contra Girolamo Tiraboschi. A éste añadió además un Índice de autores y materias. Por esta traducción fue nombrada socia de mérito de la Sociedad Económica teniendo por tanto la misma consideración que cualquier socio.

Desde 1787 perteneció a la Junta de Damas de Madrid, pero la creación de esta Junta fue precedida de una gran controversia. En ella participó Josefa Amar con su Discurso en defensa de del talento de las mujeres, y de su actitud para el gobierno, que apareció publicado en el periódico Memorial Literario.
“Ninguno que esté medianamente instruido negará que en todos tiempos y en todos los países ha habido mujeres que han hecho progresos hasta en las ciencias más abstractas. Su historia literaria puede acompañar siempre a la de los hombres porque, cuando éstos han florecido en las letras, han tenido compañeras e imitadoras en el otro sexo”
Dejaba claro, por tanto, que si las mujeres tenían capacidad no era razonable que no se les admitiera en las Sociedades. Aprovechó también para planear una nueva asignación de los roles de género, es decir, planteó un nuevo orden social.
La Sociedad de Amigos del País de Zaragoza le encargó además la traducción del Discurso sobre el problema de si corresponde a los párrocos y curas de aldea instruir a los labradores en los elementos de la economía campestre, acompañado del plan de Francesco Griselini. Prologó la edición en 1783. En 1783 estaba escribiendo una Aritmética española y tradujo el Diario de Mequinez. También se tiene noticia de un libro con el título de Importancia de la instrucción que conviene dar a las mujeres, impreso en Zaragoza en 1784, pero no se conserva ningún ejemplar.
Defendió en la Real Sociedad Económica Aragonesa de Amigos del País la independencia y dignidad de la mujer, por medio de la traducción de uno de los libros europeos más famosos sobre el tema, el de Vicesimus Knox, Essays Moral and Literary de 1778, y de varios discursos que escribió y pronunció entre 1786 y 1790: Discurso en defensa del talento de las mujeres (1786), Oración gratulatoria... a la junta de Señoras (1787) y Discurso sobre la educación física y moral de las mujeres (1790). En todos estos defendía el feminismo de la igualdad: el cerebro no tiene sexo y la aptitud de las mujeres para el desempeño de cualquier función política o social es exactamente igual, por naturaleza, a la de los hombres. Si existe alguna diferencia se debe a la educación.

Su Discurso sobre la educación física y moral de las mujeres se divide en dos partes, una la de la educación física y otra la de la moral. La de educación física está dedicada a asuntos médicos e higiénicos. La de moral tiene como tema principal el aprendizaje de gramática, geografía, historia y aritmética, así como el de lenguas, tanto modernas como clásicas. No quiere cambiar la sociedad, sino que plantea una educación para las mujeres que las haga más útiles y eficaces además de ser ella mismas felices. Publicado en 1790, consta de un extenso prólogo, precedido de una cita de Jenofonte:
"La buena educación enseña a hacer buen uso de las Leyes, y a hablar de lo justo, y a escuchar"
La primera parte consta de ocho capítulos y es un discurso médico-higienista sobre la educación del cuerpo. Ese mismo año fue aceptada como miembro honorario de la Sociedad Médica de Barcelona. Trata de los cuidados relativos al embarazo, el parto, la lactancia, la crianza y alimentación de los niños y niñas, así como «el régimen de vida que conviene enseñar a las niñas». La segunda parte, más extensa, son diecisiete capítulos. El último es una bibliografía comentada de obras sobre la educación desde Platón hasta sus coetáneos. El resto de capítulos se pueden agrupar en los siguientes temas: de índole moral; de la educación específica o propia de las mujeres; de la educación intelectual; del matrimonio o de si es más conveniente la educación en la casa o en instituciones externas. Su opción es la educación en casa por parte de la madre, idea de la Ilustración. Este discurso está dirigido a los hombres y mujeres de su clase, ya que, como dice en el prólogo:
"no se hablará de aquellas mujeres de la clase común, que les basta saber hacer por sí mismas los oficios mecánicos de la casa."
Aunque después vaya viendo que, por ejemplo, para las hijas de los comerciantes les sea aprovechable aprender aritmética. Y en otro lugar hable de las amas de casa. Este Discurso es, pues, la expresión más significativa del ideario de la Ilustración sobre la educación de las mujeres. Contiene las ideas claves de este movimiento: términos como felicidad y utilidad junto con el de educación. Destaca también su aspecto jansenita en lo que toca a la religiosidad. Para ella, «la virtud se debe enseñar más por ejemplos que por preceptos» y hay que distinguir entre «superstición» y devoción íntima y sincera. Defiende también la lectura de la Biblia sin intermediarios, propone autores erasmistas, e insiste en la austeridad y el control de las pasiones, criticando las vocaciones religiosas «infundadas».

## Obra

### Ensayos
- Discurso en defensa del talento de las mujeres y de su aptitud para el gobierno y otros cargos en que se emplean los hombres, en Memorial literario, t. VIII, agosto 1786, pp. 399–430.[21]
- Oración gratulatoria dirigida a la Junta de Señoras de la Real Sociedad Económica de Madrid, en Memorial literario, t. XII, diciembre 1787, pp. 588–592.[22]
- Discurso sobre la educación física y moral de las mujeres por Josefa Amar y Borbón. Madrid, Benito Cano, 1790[23]

### Traducciones
- Ensayo histórico-apologético de la literatura española contra las opiniones preocupadas de algunos escritores modernos italianos. Disertaciones del Abate Don Xavier Lampillas, traducido del italiano al español por Josefa Amar y Borbón. Zaragoza, por Blas de Miedes, 6 vols., 1782-1784.
- Respuesta del señor abate Lampillas a los cargos recopilados por el señor abate Tiraboschi en su carta al señor abate N. N. sobre el ensayo histórico apologético de la literatura española, traducido del italiano por Josefa Amara y Borbón. Zaragoza, Blas de Miedes, 1786.
- Diario de Mequínez, residencia del emperador de Fez y Marruecos con motivo de la embajada del caballero Stewart en el año 1721 para tratar del rescate de los cautivos ingleses.
- Ensayo histórico-apologético de la literatura española contra las opiniones preocupadas de algunos escritores modernos italianos. Disertaciones del Señor Abate Don Xavier Lampillas, traducido del italiano al español por Josefa Amar y Borbón. Segunda edición, corregida, enmendada e ilustrada con notas por la misma traductora. Madrid, Imprenta de D. Pedro Marín, 7 tomos, 1789.